# Eucampima poliostidza
Eucampima poliostidza là một loài bướm đêm trong họ Noctuidae.